# توهج

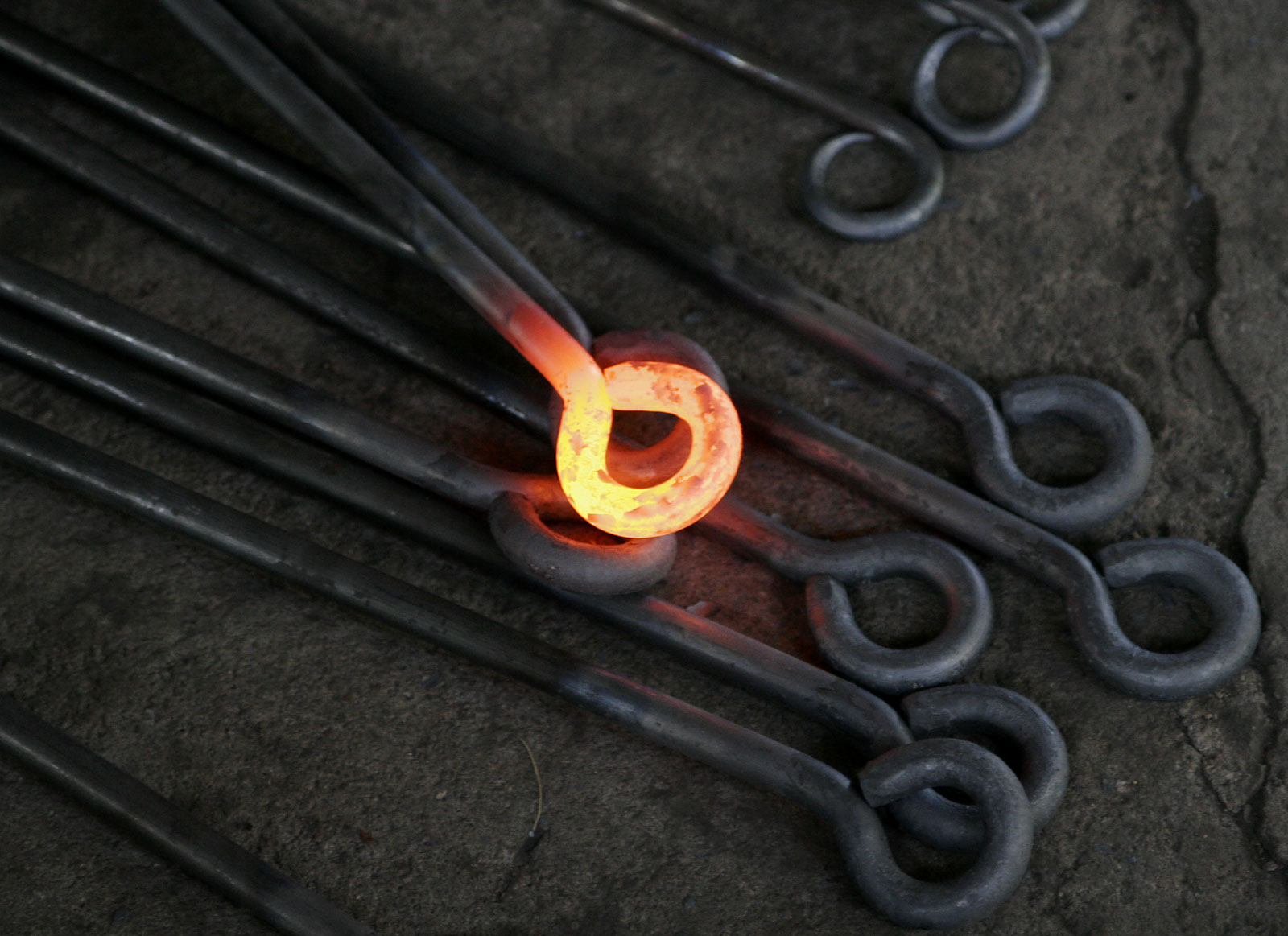
قطعة معدنية متوهجة

التوهّج أو التوهج الحراري هو انبعاث مرئي للأمواج الكهرمغنطيسية الصادرة عن جسم صلب ساخن نتيجة ارتفاع درجة الحرارة؛ وهو يصنف بذلك ضمن الإشعاع الحراري.
تستخدم ظاهرة التوهج في مصادر الإضاءة، مثل المصباح المتوهج، والتي لم تعد في بدايات القرن الحادي والعشرين كثيرة الانتشار، لأنها غير موفرة للطاقة، ولوجود بدائل أكثر كفاءة مثل المصابيح الفلورية أو المصابيح الثنائية الباعثة للضوء (LED)، والتي لا تعتمد على التوهج لإصدار الضوء.